# Jacek Kusiński
Jacek Kusiński (ur. 20 września 1959 w Łodzi) – fotograf, wydawca, autor książek o Łodzi.

## Życiorys
W czasach PRL Jacek Kusiński był wraz z Jadwigą i Januszem Pawłem Tryzno wydawcą podziemnym. W 1980 roku wydał w Łodzi w drugim obiegu „Małą Apokalipsę” Tadeusza Konwickiego. Jest współautorem i wydawcą książek o tematyce związanej z Łodzią, m.in. „City/Miasto”, „Piotrkowska. Spacer pierwszy”, „Piotrkowska. Spacer drugi”, „Księga fabryk Łodzi”, „Łódź na mapach” oraz „Bezbronne miasto”. W ciągu kilkudziesięciu lotów wynajętym samolotem stworzył zdjęcia lotnicze Łodzi. Zaowocowały one powyższymi wydawnictwami oraz autorskimi wystawami fotograficznymi Twórca i założyciel Wydawnictwa Kusiński, publikującego książki o tematyce związanej z Łodzią. Jest członkiem rady programowej Fundacji Instytutu Teatralnego im. Mieczysława Hertza. Wraz z Piotrem Jarmołowiczem jest autorem kryminałów "Dwa lwy i teatr" oraz "Kukiełki".

## Wyróżnienia
- Złoty Ekslibris (2009) w kategorii: Najlepsze wydawnictwo albumowe o Łodzi za publikację: Księga fabryk łodzi[6],
- Superekslibris za całokształt działalności wydawniczej (2010)[7],
- Odznaka Honorowa „Zasłużony dla Kultury Polskiej” (2019)[8],
- Nagroda Miasta Łodzi (2023)[9]
- Medal za zasługi dla miasta na 600 lecie Łodzi (2023)[10]

## Wystawy fotografii
- „Obrazy”, Stacja Nowa Gdynia, wspólnie z A. Walczakiem i J. Nowińskim (Zgierz 2005)[11],
- „Metaportrety”, Galeria Krytyków Pokaz, wspólnie z A. Walczakiem i J. Nowińskim (Warszawa 2006)[11].

## Publikacje
- Kusiński J., Kusiński, Nowiński, Walczak, Mazowieckie Centrum Kultury i Sztuki, 2006
- Kusiński J., City, Jacek Kusiński, 2008, ISBN 978-83-927666-0-5.
- Kusiński J., Janik M., Bonisławski R. (red.), Księga fabryk Łodzi, Łódź: Wyd. Jacek Kusiński, 2009, ISBN 978-83-927666-7-4.
- Kusiński J., Factory city, Wyd. Jacek Kusiński, 2009, ISBN 978-83-927666-7-4.
- Kusiński J., Po drodze: województwo łódzkie, Wydawnictwo Jacek Kusiński, 2010, ISBN 978-83-927666-2-9.
- Kusiński J., Bonisławski R., Janik M., Walczak B. M., Łódź, księga fabryk, Kusiński, 2016, ISBN 978-83-946566-1-4.
- Stefański K., Kusiński J., Łódź palaces and villas: bilingual version, Kusiński Książki o Łodzi, 2017, ISBN 978-83-946566-4-5.
- Jarmołowicz P., Kusiński J. Dwa lwy i teatr, Wydawnictwo Kusiński, 2018, ISBN 978-83-946566-8-3
- Kusiński J., Szalone miasto: niezwykły reportaż z Łodzi 1884-1918, Wydawnictwo Kusiński, 2019,
- Jarmołowicz P., Kusiński J., Kukiełki, Wydawnictwo Kusiński, 2021, ISBN 978-83-956303-4-7.